# 石井垣城
石井垣城（いわいがきじょう）は、鳥取県西伯郡大山町石井垣にあった日本の城。この地方では珍しい複郭式の遺構が確認される。

## 歴史
南北朝時代初期には伯耆守護代の糟屋弥次郎元覚の拠点であった。元弘3年（1333年）、船上山合戦の後、名和長年によって攻撃され炎上、幕府方の糟屋氏は滅亡した。まもなくして付近の国人・赤坂掃部助が居城、その後箆津豊後守敦忠が居城して以後は箆津氏の拠点となった。

## 遺構
- 当城は甲川（きのえがわ）沿いに位置する標高55m（比高10m）の丘陵にあり、この地方では珍しい複郭式の平山城である。
- 甲川沿いに主郭部の本丸、二の丸が配置されており、郭を3本の空堀で区切っている。西側の曲輪は現在、春日神社の境内になっている。（境内から土橋を渡って城の中に入ることができる）
- 全部で7つの曲輪が存在しており、東西300m、南北500mの広範囲に城域が広がっている。また、主郭周辺の平坦地等は侍屋敷、館跡と推定されている。